# Jade Harrison
Jade Harrison (alias: Isabella Jade Ndagire Fane) (* 1980 in Wandsworth, London) ist eine britische Schauspielerin in Film und Fernsehen.

## Leben
Jade Harrison ist bekannt aus Foundation (2021), Ich schweige für dich (2020), Midwich Cuckoos (2022), Insomnia (2024) und seit 2023 in ihrer Rolle des Chief Superintendent Charlotte (Charlie) Woods in Beyond Paradise.

## Filmografie (Auswahl)
- 2002: Grange Hill (Fernsehserie, 2 Folgen)
- 2001–2002: Holby City (Fernsehserie, 2 Folgen)
- 2002: Doctors (Fernsehserie, 1 Folge)
- 2005: Silent Witness (Fernsehserie, 1 Folge)
- 2005: Casualty (Fernsehserie, 1 Folge)
- 2007: Dream Team (Fernsehserie, 1 Folge)
- 2008: Mind Flesh (Kinofilm)
- 2010: Hollyoaks (Fernsehserie, 6 Folgen)
- 2019: Back to Life (Fernsehserie, 1 Folge)
- 2019: The Capture (Fernsehserie, 1 Folge)
- 2020: Waiting for Time (Kurzfilm)
- 2020: Ich schweige für dich (Fernsehserie, 5 Folgen)
- 2021: This Way Up (Fernsehserie, 1 Folge)
- 2021: Foundation (Fernsehserie, 2 Folgen)
- 2021: Queens of Mystery (Fernsehserie, 2 Folgen)
- 2022: The Midwich Cuckoos (Fernsehserie, 3 Folgen)
- 2023: Mrs Sidhu Investigates (Fernsehserie, 1 Folge)
- 2023: Inspector Barnaby (Fernsehserie, 1 Folge)
- seit 2023: Beyond Paradise (Fernsehserie, 9 Folgen)
- 2024: Insomnia (Fernsehserie, 4 Folge)